# Urozelotes trifidus
Urozelotes trifidus är en spindelart som beskrevs av Tatiana Konstantinovna Tuneva 2003. Urozelotes trifidus ingår i släktet Urozelotes och familjen plattbuksspindlar. Inga underarter finns listade i Catalogue of Life.